# 邬兰亭
邬兰亭（1918年—2000年），男，安徽金寨人，中华人民共和国军事人物，中国人民解放军少将，曾任武汉军区副司令员。